# Răscoala de la Toplica
Răscoala de la Toplica (sârbă Топлички устанак) a fost o răscoală sârbă din 1917 făcută de către sârbii de gherilă (cetnici) în districtul Toplica împotriva forțelor de ocupație ale Bulgariei din partea de est a Regatului Serbiei, teritoriu ocupat din octombrie 1915. Revolta a avut loc între 21 februarie și 25 martie 1917.

## Fundal
În octombrie 1915, Regatul Serbiei, care a reușit în toamna anului 1914 să reziste și să respingă trei invazii austro-ungare, s-a aflat din nou sub atac.
De această dată orașul era atacat din două direcții de către a 3-a Armată Austro-Ungară, a 11-a armată Germană și Prima și a doua armată a Bulgariei. Depășită numeric și în inferioritate, armata sârbă a fost înfrântă în decembrie 1915. Cu toate acestea, în loc să se predea și să capituleze, armata sârbă și liderii politici au decis să se retragă pe un drum lung și anevoios spre sud, spre Albania, cu speranța de a ajunge la coasta Adriatică pentru evacuare și regrupare. Ca urmare, forțele invadatoare ale Puterilor Centrale au ocupat întregul teritoriu al Regatului Serbiei. A urmat împărțirea teritoriului, cu Regatul Bulgaria primind localitatea Pomoravlje, care a fost o țintă a naționalismul bulgar.

## Preludiu
Cauza principală pentru răscoală au fost politicile adoptate de către ocupanți. Deznaționalizarea constantă, care cuprindea închiderea școlilor sârbești, interdicția de a vorbi limba sârbă și a practica tradițiile sârbești, dar și arderea de cărți, jafuri, rechiziții și de internări forțate a provocat populația. Intrarea în război a României în august 1916 a trezit speranța în populația sârbă pentru o victorie pe frontul din Salonic, unii înarmându-se singuri și mărșăluind prin păduri. Kosta Vojinović a început organizarea grupului de rezistență, iar în vara anului 1916 a stabilit o trupă în Leposavić, nucleul viitorului detașament Ibar–Kopaonik. La sfârșitul lunii septembrie 1916, comandamentul sârb l-a trimis pe Kosta Pećanac, locotenent de infanterie în rezervă și veteran al cetnicilor vojvoda, cu avionul în Toplica. El a primit sarcina de a stabili în secret o organizație de rezistență care să fie activă când Aliații și armata sârbă vor rupe frontul din Salonic și vor ajunge la Skoplje. Ultima picătură care a umplut paharul a venit cu anunțul bulgar de recrutare a sârbilor în vârstă de 18-50 pentru serviciul militar. Mulți oameni au încercat să scape de recrutori în munți. Primele conflictele armate au început pe 20 februarie, între bulgari și cei care voiau să scape de recrutare.
Pećanac și Vojinović și-au stabilit sediul pe muntele Kopaonik. Decizia pentru începerea răscoalei a fost luată și pe 21 februarie, în apropiere de Toplica, a izbucnit.